# الملعب البلدي (برشيد)
مَلْعَبَ برشيد البَلَدِيُّ ملعب كرة قدم يسع خمسة آلاف متفرج وهو حاضن يوسفية برشيد، النادي الرياضي.